# Wakefield Regional Council

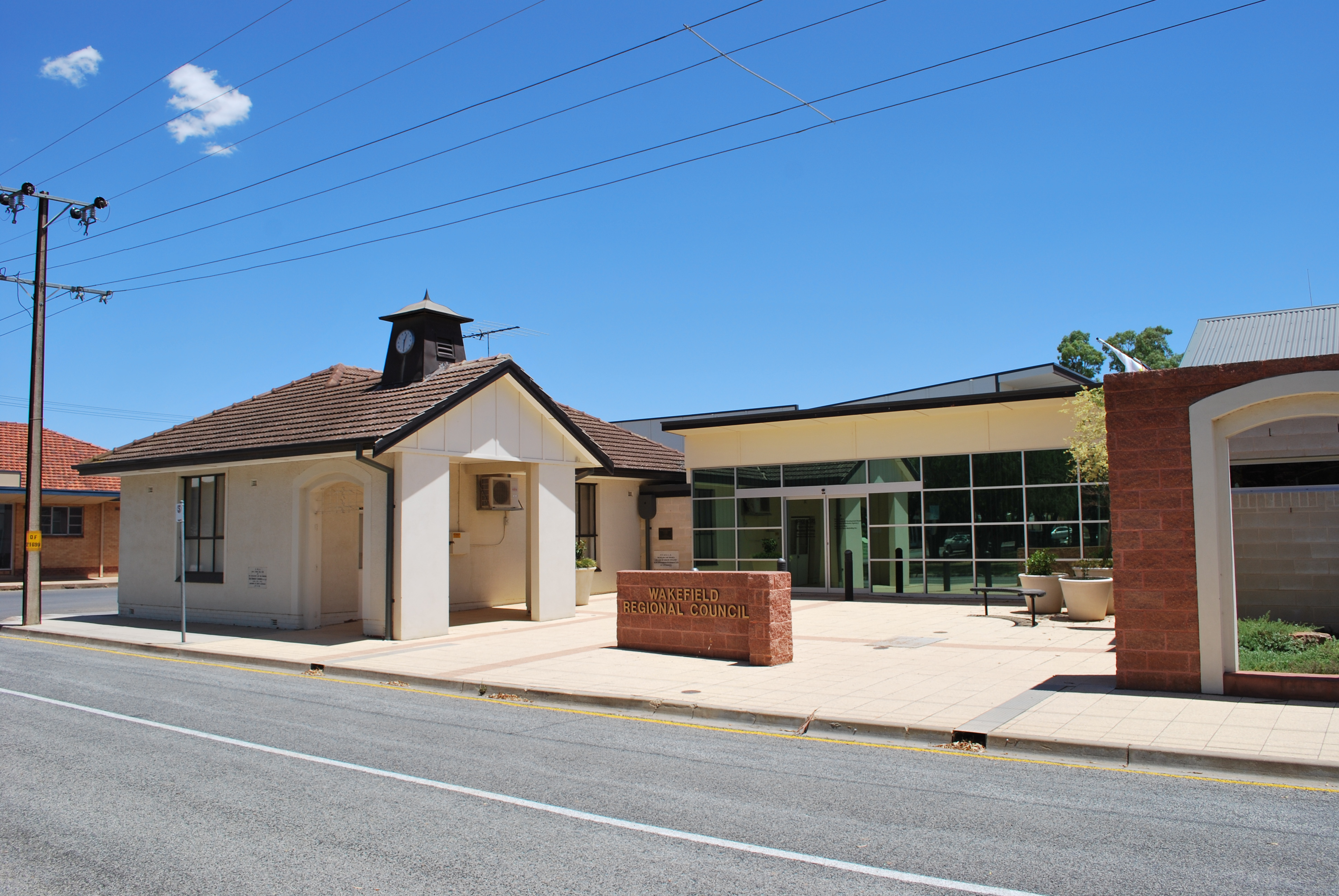
Kantoor van het Wakefield Regional Council

Wakefield Regional Council is een Local Government Area (LGA) in de Australische deelstaat Zuid-Australië.